# 中村氏
中村氏（なかむらし）は、日本の氏族。郡や荘園の中心や地域の中心村落が中村と呼ばれ、そこを領したりそこに住したりした人々が中村を号したことによって、源平藤橘の出自から出自不詳まで幅広く存在している。明治安田生命保険の調査によると、中村は2018年現在日本で7番目に多い姓であり、近畿・九州地方を中心に分布し、人口の0.85パーセント（推定約107万人）を占める。
日本史上著名な一族は以下の通り。
1. 中村連。大和国忍海郡中村郷から興った中臣氏族。
2. 中村氏 (仙台藩) - 出羽国の氏族。清和源氏新田氏（新田義宗の裔）と称す。
3. 中村氏 (下野国) - 下野国の氏族。藤原北家山蔭流。伊達氏の祖とされる。宇都宮氏家臣。伊佐氏と同族であるという伝承を持つ。
4. 中村氏 (相模国) - 相模国の氏族。土肥実平らを輩出。土肥氏、土屋氏（桓武平氏系）、小早川氏なども参照。
5. 因幡国の国人一族で山名氏家臣。
6. 播磨国の赤松氏流。中世の波賀城城主[2]。
7. 美作国の国人。武蔵丹党氏族。赤松氏に従って美作守護代などを務め、安土桃山時代以降は毛利氏配下となった。
8. 中村氏 (伯耆国) - 伯耆国の国人一族。羽衣石城の南条氏に仕えた。系図では南条氏の庶流と名乗っている。
9. 豊臣氏家臣中村一氏の一族。米子藩主中村氏の系譜は中村一忠#系譜を参照。
10. 長崎氏の一族、大村藩の桓武平氏千葉流長崎氏の中村氏がある。
11. 甲斐国八代郡中村庄から興った甲斐武田氏族で、板垣兼信を祖とする。兼信の二男が板垣頼重（六郎）であり、板垣頼重の四男、板垣長兼（八郎）が氏を武田に復して武田長兼（大蔵允）と称した。武田長兼の子武田信貞は南北朝期、八代郡中村庄を領し、信貞の子、兼邦の代に中村氏を称した。この中村兼邦の子、中村兼貞（大蔵大輔）の代に安芸武田氏に仕えて安芸国へ移り、安芸国高田郡上土師・中土師・下土師を領した。この系統から中村元明らを輩出した。
12. 比叡山西塔学林院の僧・昌盛が尾張国愛智郡中村に移り住んで還俗し、中村国吉と称したことに始まる一族。その系統から豊臣秀吉を輩出している。

## 主な中村氏の出自
源氏
- 清和源氏
  - 清和源氏頼光流多田氏族
  - 清和源氏舟木氏族
  - 清和源氏新田氏族
  - 清和源氏武田氏族板垣氏流
  - 清和源氏武田氏族栗原氏流
  - 清和源氏小笠原氏族
  - 清和源氏土岐氏族
  - 清和源氏満快流
- 宇多源氏
  - 宇多源氏佐々木氏族

平氏
- 桓武平氏
  - 桓武平氏良文流中村氏族
  - 桓武平氏良文流秩父氏族
  - 桓武平氏大掾氏族
  - 桓武平氏伊佐氏族
  - 桓武平氏千葉流長崎氏族

中臣氏・藤原氏
- 中臣氏
  - 中臣氏族中村連
  - 中臣姓和田氏族
  - 荒木田氏族
- 藤原氏
  - 藤原北家
    - 藤原北家山蔭流伊佐氏族
    - 藤原北家秀郷流結城氏族
    - 藤原北家利仁流井口氏族

  - 藤原南家
    - 藤原南家藤原巨勢麿（巨勢麻呂とも）流
    - 藤原南家工藤氏族

橘氏
- 橘姓渋江氏族

その他
- 上毛野氏
- 名張氏
- 楠田氏
- 伴氏
- 紀氏
- 菅原氏
- 多々良氏
- 秦氏
- 惟宗氏
- 阿蘇氏

## 中村氏 (山名家臣)
因幡山名氏に仕え、家宰を務めた一族。布勢天神山城の南西を守る新山城の守将と伝えられている。永禄年間に、鳥取城に拠って主家に反旗を翻した武田高信を討伐しようとして、湯所口の戦いで命を落とした武将として中村伊豆守の名前が因幡民談記に見られる。1581年（天正9）羽柴秀吉による鳥取城攻撃の際、主君・山名豊国を追い「因幡一国に戦乱を招いた」として切腹を命じられた中村春続も一族と思われるが詳細不明。子孫は鳥取藩池田氏に仕えたと言われている。